# Шеньга (приток Юга)
Шеньга — река в России, протекает в Великоустюгском районе Вологодкой области и Подосиновском районе Кировской области. Устье реки находится в 162 км по левому берегу реки Юг. Длина реки составляет 35 км.
Исток реки находится на Северных Увалах у урочища Аверин Починок в 12 км к юго-востоку от деревни Подволочье. Первые 3 км течения проходят по Вологодской области, затем река перетекает в Кировскую. Генеральное направление течения - юго-восток, русло сильно извилистое. Верхнее и среднее течение проходит по ненаселённому холмистому лесу, в нижнем течении протекает несколько деревень (Колотово, Малая Пукалица, Черницыно). Притоки - Пукалка, Каменка, Утка (правые); Малая Шеньга (левый). Впадает в Юг на западной окраине села Утманово.

## Данные водного реестра
По данным государственного водного реестра России и геоинформационной системы водохозяйственного районирования территории РФ, подготовленной Федеральным агентством водных ресурсов:
- Бассейновый округ — Двинско-Печорский
- Речной бассейн — Северная Двина
- Речной подбассейн — Малая Северная Двина
- Водохозяйственный участок — Юг
- Код водного объекта — 03020100212103000011269